# Ващенко, Николай Анфимович
Николай Анфимович Ващенко (5 июня 1921 — ?) — сержант Красной армии, участник Великой Отечественной войны, полный кавалер ордена Славы.

## Биография
Родился 5 июня 1921 года на хуторе Павленский (ныне Родионово-Несветайский район, Ростовская область) в крестьянской семье. По национальности — русский. В 1940 году окончил 7 классов (по другим данным 8 классов), после чего работал помощником комбайнёра в колхозе.
В марте 1941 года был призван в Красную армию. В июне того же года был отправлен в действующею армию. После начала службы получил тяжёлое ранение и после выздоровления в 1943 году продолжил служить в должности командира отделения сапёрного взвода в составе 664-го стрелкового полка, который находился в составе 130-й стрелковой Таганрогской Краснознамённой ордена Суворова дивизии.
15 января 1944 года советские войска захватили траншею противника рядом с хутором Стаханов и Бельте (Белозерский район), после чего Николай Ващенко под вражеским огнём установил 88 противотанковых мины. За это 22 января 1944 года он был награждён медалью «За отвагу».
С 11 по 12 февраля 1944 года во время форсирования Днепра, близ хутора Бажановка, Николай Ващенко провёл инженерную разведку и под вражеским обстрелом смог организовать переправу артиллерии и боеприпасов. 6 марта 1944 года приказом по войскам 130-й стрелковой дивизии рядовой Николай Ващенко был награждён орденом Славы 3-й степени.
Во время боев при форсировании Тремли Николай принял участие в построение моста, эта работа была выполнена досрочно. Так же им было убито двоих немецких минеров, которые хотели взорвать этот мост. За вышеупомянутые действия 15 июля 1944 года Ващенко был награждён орденом Красной Звезды
15 января 1945 года близ села Грюнхаус (Восточная Пруссия; ныне Гусевский район, Калининградская область) командиром сапёрного взвода Николай Ващенко сумел проделать проход во вражеском проволочном заграждении, чем обеспечил удачное наступление советского стрелкового полка. 25 марта 1945 года приказом по войскам 28-й армии сержант Николай Ващенко был награждён орденом Славы 2-й степени.
Во время боев 18—20 января 1945 года близ города Гумбиннен (Восточная Пруссия; ныне Калининградская область) Николай Ващенко проделал восемь проходов во вражеских минных полях, во время чего сумел извлечь и обезвредить 754 мин. 25 марта того же года вблизи Кёнигсберга (ныне Калининград — административный центр Калининградской области) Николай Ващенко проделал проход во вражеском проволочном заграждении, чем обеспечил успешное наступление стрелковых подразделений. Во время этого боя получил тяжёлое ранение, итогом которого стала ампутация ноги. 28 мая 1945 года приказом по войскам 28-й армии сержант Николай Ващенко был вновь награждён орденом Славы 2-й степени. 27 февраля 1958 года указом Президиума Верховного Совета СССР Николай Анфимович Ващенко был перенаграждён на орден Славы 1-й степени, став полным кавалером ордена Славы.
Демобилизовался в мае 1945 года. После демобилизации вернулся на родину, где получил должность начальника комбината коммунальных предприятий, затем работал бухгалтером в колхозе. Затем переехал в Ростов-на-Дону.
Согласно имеющимся источникам, дата смерти Николая Ващенко неизвестна, но это произошло после 11 марта 1985 года. Он был похоронен в Ростове-на-Дону..

## Награды
Николай Анфимович Ващенко был награждён следующими наградами:
- Орден Отечественной войны 1-й степени (11 марта 1985)[5];
- Орден Красной Звезды (15 июля 1944)[4];
- Орден Славы 1-й степени (27 февраля 1958 — № 3754);
- 2 ордена Славы 2-й степени (25 марта 1945 — № 48254 и 28 мая 1945 — перенаграждён)[7][8];
- Орден Славы 3-й степени (6 марта 1944 — 58680)[9];
- Медаль «За отвагу» (22 января 1944)[3];
- также ряд медалей.